# Franciszek Rudnicki (profesor nauk rolniczych)

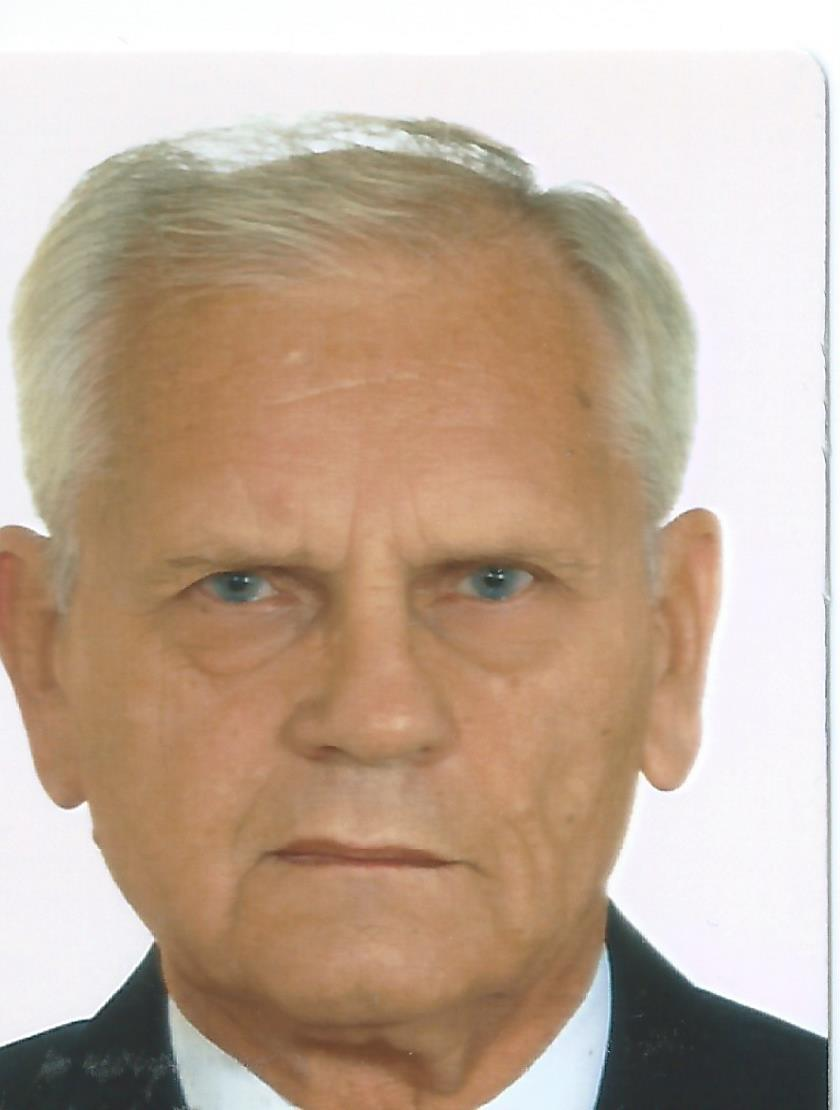
Franciszek Zygmunt Rudnicki

Franciszek Zygmunt Rudnicki (ur. 18 września 1944 w Ostrożeniu) – polski profesor nauk rolniczych, specjalista w zakresie uprawy roli i roślin, agroekologii, metodologii nauk rolniczych, profesor Wydziału Rolnictwa i Biotechnologii Politechniki Bydgoskiej im. Jana i Jędrzeja Śniadeckich.
W 1963 r. ukończył Technikum Ogrodnicze w Widzewie, a w 1968 r. studia rolnicze w Wyższej Szkole Rolniczej w Szczecinie. W macierzystej uczelni podjął pracę jako asystent, następnie adiunkt. Na Wydziale Rolniczym Akademii Rolniczej w Szczecinie uzyskał w 1976 r. stopień doktora, a w 1983 r. stopień doktora habilitowanego w zakresie uprawy roli i roślin.
W 1983 roku został zatrudniony na Wydziale Rolniczym Akademii Techniczno-Rolniczej w Bydgoszczy (obecnie Wydział Rolnictwa i Biotechnologii Politechniki Bydgoskiej), na stanowisku docenta, następnie profesora nadzwyczajnego i profesora zwyczajnego. W 1994 r. uzyskał tytuł profesora nauk rolniczych. W uczelni bydgoskiej pełnił m.in. funkcje członka senatu akademickiego (1987–2008), prorektora ds. nauki (1990–1992), prodziekana Wydziału Rolniczego ds. nauczania i wychowania (1984–1987), kierownika Katedry Podstaw Produkcji Roślinnej i Doświadczalnictwa (1984–2008), kierownika studiów doktoranckich (1996–2014). Obecnie emeryt.
Autor ponad 250 publikacji naukowych i popularnonaukowych z zakresu agronomii. Jego badania i zainteresowania naukowe dotyczą biologicznych, agroekologicznych i agrotechnicznych uwarunkowań produkcyjności i wartości użytkowej roślin uprawnych, problemów rozwoju rolnictwa i obszarów wiejskich, metod badań rolniczych.  Publikował też swoje poglądy i opinie dotyczące nauk rolniczych i kształcenia rolniczego w Polsce.
Wypromował 125 magistrów lub inżynierów rolnictwa i 11 doktorów nauk rolniczych, promotor 1 doktora honoris causa. Do 2023 roku dwoje jego wychowanków (Dariusz Jaskulski i Anna Wenda-Piesik) uzyskało tytuł profesora, a troje stopień doktora habilitowanego (Lech Gałęzewski, Karol Kotwica, Ewa Jendrzejczak).
Działalność zawodowa i społeczna
- Komisja ds. rejestracji odmian zbóż w COBORU (1996–2012)[1][3][8]
- Rada naukowa Parku Narodowego "Bory Tucholskie" (1999–2009)[1][8]
- Rada Naukowa Instytutu Uprawy, Nawożenia i Gleboznawstwa - PIB w Puławach (2002–2008)[1][3][8]
- Zespół Doradców Wojewody Kujawsko-Pomorskiego ds. wsi i rolnictwa (2002–2008)[1][8]
- Państwowa/Polska Komisja Akredytacyjna (członek 2002–2011; ekspert 2012–2017)[1][3][8]
- Krajowy Zespół Koordynacyjny Porejestrowego Doświadczalnictwa Odmianowego (2003–2014)[1][8]
- Kujawsko-Pomorski Zespół Porejestrowego Doświadczalnictwa Odmianowego (przewodniczący 2002–2023)[12]
- Rzecznik dyscyplinarny Komisji Dyscyplinarnej przy Radzie Głównej Szkolnictwa Wyższego (2006–2012)[8]
- Prezes Rady Zakładowej Związku Nauczycielstwa Polskiego w AR Szczecin (1980–1982)[9]
- Prezes Klubu Uczelnianego Akademickiego Związku Sportowego (1974–1977[9] i 1997–2000[13])

## Przynależność do organizacji naukowych
- European Society for Agronomy (1990–2012)[1][2][3][8]
- Szczecińskie Towarzystwo Naukowe (1979–1985)[2]
- Bydgoskie Towarzystwo Naukowe (1984–2005)[2][3]
- Polskie Towarzystwo Agronomiczne (1984–2017)[1][2][3], przewodniczący Zarządu Oddziału w Bydgoszczy (1998–2008)[1][8]
- Komitet Uprawy Roślin PAN (członek 1999–2016)[1][3][4], przewodniczący Komitetu (2007-2011)[4][8]

## Odznaczenia i nagrody
- 1972 – Odznaka za zasługi dla rozwoju woj. szczecińskiego "Gryf Pomorski"[2][9]
- 1978 – Brązowy Krzyż Zasługi[3][9]
- 1979 – Odznaka honorowa "Za zasługi w rozwoju województwa koszalińskiego"[2][9]
- 1989 – Złoty Krzyż Zasługi[1][2][3]
- 1996 – Odznaka "Zasłużony pracownik rolnictwa"[1][3][8]
- 1999 – Krzyż Kawalerski Orderu Odrodzenia Polski[1][3][8]
- 2002 – Medal Komisji Edukacji Narodowej[1][3][8]
- 2009 – Złoty Medal za Długoletnią Służbę[14]
- 1968 – Nagroda rzeczowa Ministra Obrony Narodowej[2][3]
- 1981 – Nagroda naukowa III stopnia Ministra Nauki, Szkolnictwa Wyższego i Techniki[1][2][3][8]
- 2002 – Nagroda Marszałka Województwa Kujawsko-Pomorskiego, zespołowa w dziedzinie rolnictwa[1][3][8]
- 2003 i 2004 – Nagrody Ministra Edukacji Narodowej i Sportu za działalność w Państwowej Komisji Akredytacyjnej[1][3][8]